# Niemczewo (województwo mazowieckie)
Niemczewo – wieś sołecka w Polsce położona w województwie mazowieckim, w powiecie płockim, w gminie Drobin.
W latach 1975–1998 miejscowość administracyjnie należała do województwa płockiego.
Obok miejscowości przepływa rzeczka Karsówka, dopływ Raciążnicy.